# Asandalum luganense
Asandalum luganense är en mångfotingart som först beskrevs av Karl Wilhelm Verhoeff 1921.  Asandalum luganense ingår i släktet Asandalum och familjen knöldubbelfotingar. Inga underarter finns listade i Catalogue of Life.